# Schloß Wilhelminenberg
Schloß Wilhelminenberg är ett slott i Österrike.   Det ligger i  förbundslandet Wien, i den östra delen av landet, i huvudstaden Wien. Schloß Wilhelminenberg ligger 339 meter över havet.
Terrängen runt Schloß Wilhelminenberg är varierad. Runt Schloß Wilhelminenberg är det mycket tätbefolkat, med 3 134 invånare per kvadratkilometer.. Närmaste större samhälle är Wien, 6,6 km öster om Schloß Wilhelminenberg. 
Runt Schloß Wilhelminenberg är det i huvudsak tätbebyggt.